# Gäste zum Essen
Gäste zum Essen ist ein deutscher Fernsehfilm aus dem Jahr 2023. Carolin Otterbach schrieb das Drehbuch und führte Regie in dem Film, der seine Premiere am 24. August 2023 auf dem Festival des deutschen Films hatte und am 14. September im Fernsehprogramm des ZDF erstmals ausgestrahlt wurde.

## Handlung
Da ihre Kinder Mila und Leon seit kurzem liiert sind, treffen sich beide Elternpaare das erste Mal zu einem gemeinsamen Abendessen, um sich kennenzulernen. Das Architektenpaar Soraya und André Faber hat Monika und Viktor Popov in ihre Villa im Grünen eingeladen, Monika arbeitet in einem Supermarkt, der gelernte Gärtner Viktor arbeitet nach seiner Kündigung als Putzkraft. Fabers haben die Sorge, dass Tochter Milas nachlassende Schulleistungen an Leons Einfluss liegen könnten, dem wollen sie auf den Grund gehen.
Das Treffen beginnt mit vorsichtigem und unbeholfenem Abtasten der ungleichen Paare. Fabers Sorge bestätigt sich nicht, da Leon Klassenbester ist und anderen Nachhilfe gibt. Als Mila und Leon dazustoßen, erzählt sie den Abwesenden, dass sie schwanger sei und sich von Leon getrennt habe, da sie das Kind behalten wolle. Die wenig begeisterten Eltern diskutieren über mögliche Folgen für die Kinder, kaum auf deren Bedürfnisse achtend. Dann kommt noch heraus, dass Victor mit Roza, der polnischen Haushälterin der Fabers, eine Affäre hatte.
Der Abend nimmt seinen Lauf und weitere Geheimnisse treten zutage. Dass André aufgrund von Hodenkrebs und Prostataproblemen unter einer erektilen Dysfunktion leidet, Milas Zeugung in einer Kinderwunschklinik erfolgte und Soraya eine Affäre mit einer Nachbarin hatte. Schließlich ziehen Monika, Roza und Soraya los, um Rozas Geburtstag zu feiern, während André und Viktor auf dem Motorrad davonfahren. Neben all den elterlichen Streitgesprächen finden Mila und Leon wieder zueinander und bewerten ihre Situation noch einmal neu.
Auf ihrem nächtlichen Heimweg trifft Soraya an einer Bushaltestelle André, er gibt ihr seine Jacke, sie legt ihren Kopf auf seine Schulter. Viktor hingegen steht allein am Straßenrand und versucht erfolglos, sein Motorrad zu starten.

## Produktionsnotizen
Der Film wurde vom 20. September bis zum 18. Oktober 2022 in Hamburg und Umgebung gedreht.

## Rezeption

### Kritiken
Das Team der TV Spielfilm gibt dem Film einen Daumen nach rechts. Bei dem mit Klischees vollgepackten Film blieben „Witz und Esprit weitgehend auf der Strecke“; als Fazit schreibt die Redaktion: „Bei dem Dinner bleiben wir lieber zuhause.“
Die Redaktion des Lexikons des internationalen Films vergibt nur 1,5 von 5 möglichen Sternen. Es komme in dieser „Fernsehkomödie [zu] eine[r] Reihe an Eskalationen zwischen den Erwachsenen, ohne diese sonderlich zu motivieren oder wirklich witzig zu werden. Die Figuren bleiben blass und auf Klischees reduziert, als Gesellschaftssatire fehlt jeder Biss.“
Eine positivere Kritik kommt von Rainer Tittelbach, der in seiner Besprechung des Films bei tittelbach.tv auf insgesamt 4 von 6 möglichen Sternen kommt. Gäste zum Essen biete eine „grundsolide Fernsehunterhaltung mit deftigem Gestichel“ und entsprechenden gesellschaftlichen Klischees. Der Film hätte nur strukturell etwas mit Der Gott des Gemetzels zu tun, ein „bitterböses Gemetzel“ dürfte der Zuschauer hier nicht erwarten. Dennoch sei der Film – insbesondere aufgrund des Ensembles – sehenswert und könne für einen amüsanten Fernsehabend sorgen. Die Erwachsenen machten ihre Sache allesamt gut, die in den emotional stimmigsten Szenen den Ton angebende Hannah Schiller hinterlasse einen gewohnt starken Eindruck.
Oliver Armknecht vergibt dem Film in seiner Besprechung bei film-rezensionen.de insgesamt 5 von 10 Punkten. Carolin Otterbach bediene nicht nur einfach Klischees, sie zelebriere diese sogar und ziele auf maximalen Kontrast. Bei der Figurenzeichnung verwende sie entsprechend dickere Pinselstriche. Auch wenn das nicht originell sei und sich die Erzählung in Grenzen halte, für den Kritiker funktioniere es und sei unterhaltsam. Dem Film fehle aber das Alleinstellungsmerkmal in Anbetracht ähnlich gelagerter Filme, auch käme die gesellschaftliche Relevanz zu kurz.

### Einschaltquoten
Bei seiner Erstausstrahlung im ZDF am 1. März 2023 sahen in Deutschland 3,44 Millionen Zuschauer den Film, was einem Marktanteil von 13,6 % für den Sender entsprach.